# Some Came Running
Some Came Running is een Amerikaanse film uit 1958 van Vincente Minnelli met in de hoofdrollen Frank Sinatra, Shirley MacLaine en Dean Martin.
De film is gebaseerd op de gelijknamige roman van James Jones uit 1957 over een oorlogsveteraan met schrijversambities die in 1948 terugkeert naar zijn geboortestad.
Some Came Running werd genomineerd voor vijf Oscars. De film was ook een succes in de bioscopen en bracht 4,3 miljoen dollar op. Critici in de VS en daarbuiten prezen de film en het spel van Sinatra en MacLaine.

## Verhaal
1948, Parkman, Indiana. In een bus ontwaakt veteraan Dave Hirsch met een kater. Naast hem zit Ginny Moorhead, een hoertje uit Chicago. Zonder Ginny nog een blik waardig te keuren, smeert Dave hem naar een goedkoop hotel. Dave was schrijver voordat de Tweede Wereldoorlog uitbrak en is zestien jaar weggeweest uit Parkman. Zijn broer, Frank, woont er nog altijd en is eigenaar van een juwelierszaak. Als Frank hoort van Daves terugkeer nodigt hij zijn broer uit voor een diner bij hem thuis. Ze dineren in de Country Club waar ook Professor French en zijn dochter Gwen zijn. De aanwezigheid van Gwen, een docente in creatief schrijven, maakt het nodige los in Dave, maar het meisje houdt hem koeltjes af. Om haar toch te imponeren belooft Dave haar een van zijn incomplete verhalen te laten lezen. Als Dave later naar een bar gaat, komt hij Ginny weer tegen, nu in gezelschap van haar jaloerse ex-vriend Raymond, een gangster. Ginny is nog altijd verliefd op Dave en het komt tot een vechtpartij. Dave en Raymond belanden in de cel om een nachtje af te koelen. De volgende dag brengt Dave zijn verhaal naar Gwen en vertelt het meisje dat zij zijn nieuwe muze is. Gwen prijst het verhaal en uiteindelijk gaat ze in op Daves avances. Maar later wordt ze weer koel en ontwijkt Dave. Teleurgesteld gaat Dave met zijn pokervriend Bama en Ginny naar Terre Haute. Tijdens een partij poker beschuldigt een speler Dave en Bama van vals spel. Er ontstaat een vechtpartij en Bama belandt in het ziekenhuis met een meswond. Als zijn verhaal wordt gepubliceerd in een literair tijdschrift probeert Dave tevergeefs Gwen te benaderen maar die weigert hem te zien. Ze is erachter gekomen dat Dave rondhangt met hoertjes als Gwen en pokerspelers als Bama en verafschuwt dat milieu. Hij gaat terug naar Ginny, die zijn verhaal aan het lezen is. Ze zegt dat ze er niets van begrijpt maar het toch mooi vindt. Dave is hierdoor zo getroffen dat hij haar vraagt hem te trouwen. Als ze de volgende morgen door een feestend Parkman lopen, de stad viert het honderdjarig bestaan, zien ze Raymond plotseling opduiken. De gangster trekt een pistool en schiet op Dave. Ginny werpt zich echter in de baan van de kogel en wordt dodelijk getroffen. Een gebroken Dave moet de volgende dag Ginny begraven.

## Rolverdeling
| Acteur           | Personage      |
| ---------------- | -------------- |
| Frank Sinatra    | David Hirsch   |
| Shirley Maclaine | Ginny Moorhead |
| Dean Martin      | Bama Dillert   |
| Martha Hyer      | Gwen French    |
| Arthur Kennedy   | Frank Hirsch   |

## Achtergrond

### Titel
James Jones ontleende de titel van zijn boek Some Came Running aan Marcus 10:17:
"And when he was gone forth into the way, there came one running, and kneeled to him, and asked him, Good Master, what shall I do that I may inherit eternal life?" (En als Hij uitging op den weg, liep een tot Hem, en voor Hem op de knieën vallende, vraagde Hem: Goede Meester! wat zal ik doen, opdat ik het eeuwige leven be-erve?)
Deze Bijbeltekst gaat over mensen die de betekenis van het eeuwige leven zoeken, maar het niet kunnen vinden als gevolg van hun obsessie met het materialisme. Een andere referentie staat in de proloog van het boek. Hier praat Dave Hirsch over het Ardennenoffensief, toen Duitse soldaten oprukten door de sneeuw
"They came running through the fog across the snow, lumbering, the long rifles held up awkwardly high..."
("Ze kwamen aanrennen door de mist, over de besneeuwde grond, met dreunende stappen en hun geweren gevaarlijk hoog geheven.."

### Scenario
Columbia Pictures zocht nog altijd naar een mogelijkheid om het succes van From Here to Eternity uit 1953 te herhalen. Deze film was gebaseerd op een roman van James Jones en de studio keek verwachtingsvol uit naar nieuwe publicaties. Jones kondigde in 1956 aan dat hij bezig was een roman onder de titel: Some Came Running. Columbia bood Jones onmiddellijk 100.000 dollar voor de rechten. Er was echter nog een andere studio die aasde op nog ongepubliceerde roman. MGM bood Jones het dubbele en moest vervolgens acht maanden wachten tot de schrijver zijn 1266 pagina's had voltooid. Sol C. Siegel, die net Dore Schary was opgevolgd als chef productie bij MGM, zette scenaristen John Patrick en Arthur Sheekman aan het werk. In het boek van 1266 pagina's moet behoorlijk worden gesnoeid voor een werkbaar scenario. Patrick en Sheekman begonnen ermee om een groot aantal personages van minder belang te schrappen. Daarna haalden ze de flashbacks van Dave Hirsch er uit en brachten ze het tijdsbestek van de roman terug van drie jaar naar enige weken.

### Acteurs
Producent Sol Siegel wilde aanvankelijk grote sterren inzetten. Hij dacht aan Marilyn Monroe voor de rol van Ginny en Glenn Ford of Marlon Brando als Dave. Hij selecteerde echter Frank Sinatra die had geschitterd in From Here to Eternity. MGM moest echter wel even slikken toen de acteur zijn vraagprijs noemde, 400.000 dollar en 10 % van de winst. Met Sinatra aan boord werd gezocht naar een Ginny. Norma Crane werd getest maar viel af. Siegel bood vervolgens de rol aan Joan Woodward aan. Woodward weigerde echter, omdat ze niet met Sinatra wilde werken. Siegel probeerde Shelley Winters in te huren, maar zij was niet beschikbaar. Uiteindelijk tipte Sinatra Siegel over Shirley MacLaine, die hij had gezien in de Pat Boone show. MacLaine kreeg de rol. Op het moment dat het nieuws haar bereikte kocht ze een speelgoedhondje als rekwisiet voor haar personage. Ze nam expres de bus naar Madison waar de opnames plaatsvonden en arriveerde als Ginny in het stadje. Dean Martin had net zijn jarenlange samenwerking met Jerry Lewis opgezegd en was blij met de rol van gokker Bama Dillert. Het was het begin van een jarenlange samenwerking met Sinatra.

### Productie
De film werd grotendeels opgenomen in Madison, Indiana, dat model stond voor Parkman, het fictieve stadje in de film. Aanvullende opnames werden gemaakt in Jefferson County, Indiana, en Milton in Kentucky. De begrafenisscène werd opgenomen in Moffett Cemetery, Moffett Cemetery Road, Milton. In een artikel in Time Magazine uit augustus 1958 stond dat Frank Sinatra zich danig misdroeg op locatie in Madison, Indiana. Hij riep beledigingen naar voorbijgangers en raakte betrokken bij een vechtpartij. Hij had samen met Dean Martin een bungalow gehuurd vlak bij de set. Daar konden ze de hele nacht drinken, gokken en gasten ontvangen. Volgens Sirley Maclaine gingen ze vaak door tot vijf uur in de ochtend, terwijl de opnames een uur later begonnen. Regisseur Minnelli geeft in zijn autobiografie hoog op over Sinatra die Shirley MacLaine hielp bij het opbouwen van haar rol. Sinatra was volgens Minnelli ook verantwoordelijk voor het wijzigen van het einde van het scenario. In het boek is het Dave die dodelijk wordt getroffen. Maar Sinatra zei tegen Minnelli: "laat dat kind doodgaan, als ze sterft krijgt ze meer sympathie en een Oscarnominatie". Zelf was Sinatra minder te spreken over de samenwerking met Minelli, beide mannen zaten elkaar voortdurend in de haren. Sinatra haatte het om te repeteren en toen Minnelli dat door had liet hij de andere acteurs eerst repeteren en vervolgens pas Sinatra roepen. Omdat de regisseur zorgvuldig werkte, duurden sommige opnames erg lang. Toen de regisseur veel tijd kwijt was met de opnames van een reuzenrad liep Sinatra boos van de set weg om terug te vliegen naar Los Angeles. Minnelli maakte goed gebruik van het CinemaScopeformaat. Hoewel CinemaScope het beste werkt bij spektakels, wist de regisseur door goede compositie en enscenering binnen de omlijsting van het filmdoek de spanning op te bouwen. Hij gebruikte nauwelijks close-ups (voornamelijk omdat die toch al wegvallen bij CinemaScope), maar des te meer 'medium-shots' vol met details over de personages.

## Nominaties
De film krijg vijf Oscarnominaties, Beste Actrice (Shirley MacLaine), Beste Mannelijke bijrol (Arthur Kennedy), Beste Vrouwelijke bijrol (Martha Hyer), Beste Kostuums en Beste liedje ("To Love and Be Loved" (Jimmy Van Heusen/ Sammy Cahn). Shirley Maclaine kreeg ook een nominatie voor Beste Actrice bij de uitreiking van de Golden Globes.